# Старобільська вулиця (Київ)
Старобі́льська ву́лиця — зникла вулиця, що існувала в Московському, нині Голосіївському районі міста Києва, місцевість Корчувате. Пролягала від Вулиці Пирогівський шлях.

## Історія
Виникла в 1-й половині XX століття під назвою Мокра. Назву Старобільська, від міста Старобільськ, вулиця набула 1955 року.
Ліквідована 1977 року у зв'язку частковою зміною забудови в навколишній місцевості та, ймовірно, у зв'язку з прокладанням залізниці.